# Bučje (Bor)
Bučje (Servisch cyrillisch Бучје) is een plaats in de Servische gemeente Bor. De plaats telt 666 inwoners (2002).